# Duke (Adelstitel)

Rangkrone eines Dukes

Duke [d(y)o͞ok] ist ein britischer Adelstitel, der dem deutschen Herzog entspricht. Der Titel ist der höchste Adelsrang innerhalb der Peerage und damit im Vereinigten Königreich der höchste Adelsrang nach der königlichen Familie, deren herausgehobene Mitglieder ebenfalls Duke-Titel erhalten. Die weibliche Form zu Duke ist „Duchess“.
Auf den britischen Inseln existierte bis ins 14. Jahrhundert kein vergleichbarer Titel, gleichwohl in angelsächsischer Zeit der Titel Ealdorman und der spätere Earl manchmal mit dem lateinischen Dux übersetzt wurde. Lediglich englische Könige führten bereits im Hochmittelalter zeitweise die französischen Titel Duc der Normandie und von Aquitanien.
Erstmals wurde der Titel eines Dukes im Königreich England am 9. Februar 1337 von König Eduard III. an seinen Sohn Edward of Woodstock als Duke of Cornwall verliehen. Den nächsten Duketitel verlieh Eduard III. am 6. März 1351 an seinen Vetter zweiten Grades Henry of Grosmont als Duke of Lancaster. Die ersten beiden Duketitel im Königreich Schottland wurden erstmals am 28. April 1398 von König Robert III. an seinen ältesten Sohn David als Duke of Rothesay und seinen Bruder Robert als Duke of Albany verliehen. Diese Titel wurden innerhalb der königlichen Familien von England und Schottland später vielfach wiederverliehen.
Erstmals 1670 wurde mit Barbara Palmer als 1. Duchess of Cleveland der Duketitel an eine Frau verliehen. Heute existieren noch ca. 37 Duketitel, wobei aber einige Dukes mehrere davon zugleich führen.
Noch existente Duketitel sind die der Dukes of Abercorn, Argyll, Atholl, Beaufort, Bedford, Brandon, Buccleuch, Devonshire, Fife, Gordon, Grafton, Hamilton, Leinster, Lennox, Manchester, Marlborough, Montrose, Norfolk, Northumberland, Queensberry, Richmond, Roxburghe, Rutland, Somerset, St. Albans, Sutherland, Wellington und Westminster. Darunter sind folgende Mehrfachträger: Duke of Richmond (auch Duke of Lennox und Gordon); Duke of Buccleuch (auch Duke of Queensberry), Duke of Hamilton (auch Duke of Brandon); der Duke of Argyll besitzt seinen Titel zweimal, nämlich in schottischer und britischer Peerage.
Bestimmte Dukedoms sind traditionell Mitgliedern der königlichen Familie vorbehalten (Dukes of the Blood Royal), wobei üblicherweise nur die Kinder eines Monarchen oder Thronfolgers solche verliehen bekommen, welche sie dann aber an nachfolgende Generationen weitergeben, solange die Linie im Mannesstamm existiert; danach erlöschen die Titel und können neu vergeben werden, ebenso wie nicht-königliche Dukedoms. Sie erledigen sich auch, wenn ein Duke den Thron besteigt. Dukedoms können auch entzogen werden, wie dies 1919 beim Duke of Cumberland und beim Duke of Albany der Fall war, die (oder deren Erben) als regierende deutsche Bundesfürsten im Ersten Weltkrieg gegen Großbritannien gekämpft hatten. Derzeit von Mitgliedern der britischen Königsfamilie geführte Duke-Titel sind: Duke of Cornwall, Rothesay und Cambridge (alle drei vom gegenwärtigen Prince of Wales geführt), York, Sussex, Gloucester, Kent und seit 2023 auch wieder Edinburgh.
Etliche britische Herzogsfamilien stammen von Bastarden englischer und schottischer Könige ab: Vom mittelalterlichen Königshaus Plantagenet stammen als einzige und letzte die Dukes of Beaufort in direkter männlicher Linie ab; vom Königshaus Stuart leiten sich her: Duke of Grafton, Duke of St. Albans, Duke of Buccleuch, Duke of Richmond und Fitz-James (Duke of Berwick and Albemarle). Ein weiterer, der Duke of Monmouth, versuchte 1685 sogar, mittels einer Rebellion gegen seinen Onkel Jakob II. auf den Thron zu kommen, was ihn den Kopf kostete. Während das Haus Stuart – in demonstrativer Gleichgültigkeit gegenüber seinen politischen Gegnern aus den Reihen der religiösen Puritaner sowie nach französischem Vorbild – recht großzügig Herzogstitel an seine Bastarde verlieh, übte das nachfolgende Haus Hannover, dessen dynastisches Erbrecht nicht unumstritten war, in dem vom protestantischen Pietismus geprägten 18. und 19. Jahrhundert damit eher Zurückhaltung, indem es für seine (zahlreichen) Bastarde keine Dukedoms kreierte und auch nur in seltenen Fällen Peerswürden.
Heute ist nur noch der Titel des Herzogs von Cornwall („Dukedom of Cornwall“) unmittelbar mit herzoglichen Ländereien, dem Herzogtum Cornwall („Duchy of Cornwall“) verbunden; deren Inhaber ist der jeweilige Thronfolger, der daraus den Großteil seiner privaten Einkünfte bezieht. Daneben existieren noch die Ländereien des Herzogtums Lancaster („Duchy of Lancaster“), die sich im Kronbesitz, nicht im Privatbesitz des britischen Monarchen befinden und aus dem dieser den Großteil seiner für die Hofhaltung benötigten Einkünfte bezieht. Der eigenständige Peerstitel des Duke of Lancaster ist 1413 durch Verschmelzen mit der Krone erloschen und besteht seither als „Dukedom“ formell nicht mehr.
Dukes stehen in der protokollarischen Rangordnung vor allen anderen Peers, haben darüber hinaus aber keine weitergehenden Privilegien als niederrangige Peers. Der Duketitel ist heute eine reine Standesauszeichnung ohne territoriale Gewalt. Dukes und Duchesses werden, sofern sie nicht königliche Prinzen/Prinzessinnen sind, denen die Anrede His/Her Royal Highness zusteht, mit dem Zusatz His/Her Grace angeschrieben (styled) und als Your Grace angesprochen (adressed).
Die Rangkrone (auch die heraldische Krone) eines Dukes besteht aus einem goldenen Stirnreif mit acht Zinken, die mit goldenen Erdbeerblättern besetzt sind. Die Mütze und das Futter sind, wenn sie getragen werden, die gleichen wie bei den anderen Peers. Die Kronen der königlichen Dukes unterscheiden sich je nach Verwandtschaftsgrad zum Monarchen.
Der Parlamentsmantel der Dukes ist scharlachrot und hat einen vierfachen Hermelinbesatz.
Die Frage der Ebenbürtigkeit der Dukes, die gemeinhin zum Europäischen Hochadel gezählt werden, mit regierenden Häusern ist historisch vielschichtig. Denn in England und Schottland galt das Ebenbürtigkeitsprinzip für die Königliche Familie – anders als auf dem Kontinent – nicht. Seit dem Mittelalter waren Heiraten zwischen königlichen Prinzen und Peerstöchtern durchaus üblich. Erst mit der hannoverschen Personalunion musste die in Deutschland geltende Regel der ebenbürtigen Eheschließung (als Voraussetzung für die Erb- und Thronfolge) angewandt werden, mit ihrem Ende wurde sie wieder fallengelassen. Die regierenden Königs- und Fürstenhäuser des Kontinents hingegen betrachteten britische Dukes nicht als ebenbürtig, ebenso wie nicht-regierende Titularherzöge aus anderen Staaten. Wie in den meisten europäischen Ländern sind und waren Dukes in Großbritannien auch nicht dazu berechtigt, eigenständig Nobilitierungen vorzunehmen, wie es etwa einst die regierenden Herzöge durften, die zu den deutschen Bundesfürsten gehörten.